# Stachyris erythroptera
Stachyris erythroptera е вид птица от семейство Timaliidae.

## Разпространение
Видът е разпространен в Бруней, Виетнам, Индонезия, Малайзия, Мианмар, Сингапур и Тайланд.